# Mannschaftskader der polnischen Mannschaftsmeisterschaft im Schach 1955
Die Liste der Mannschaftskader der polnischen Mannschaftsmeisterschaft im Schach 1955 enthält (soweit bekannt) die Spieler, die in der Endrunde der polnischen Mannschaftsmeisterschaft im Schach 1955 mindestens einmal eingesetzt wurden.

## Allgemeines
Punktbeste Spieler waren Wojciech Święcicki (AZS Warszawa) und Klara Knapik (AZS Gliwice) mit je 9 Punkten aus 10 Partien. Czesław Błaszczak (AZS Wrocław) und Bogdan Kusiński (AZS Warszawa) erreichten je 8 Punkte aus 10 Partien. 

## Legende
Die nachstehenden Tabellen enthalten folgende Informationen:
- Nr.: Ranglistennummer; ein zusätzliches "J" bezeichnet Jugendliche, ein zusätzliches "W" Frauen
- Pkt.: Anzahl der erreichten Punkte
- Partien: Anzahl der gespielten Partien

## AZS Gliwice
| Nr. | Name                 | Pkt. | Partien |
| --- | -------------------- | ---- | ------- |
| 1   | Adam Dzięciołowski   |      |         |
| 2   | Jerzy Sowiński       |      |         |
| 3   | Janusz Domański      |      |         |
| 4   | Bolesław Towarnicki  |      |         |
| 5   | Henryk Śliwiński     | 6    | 9       |
| 6   | Witold Sobotkowski   |      |         |
| 7   | Zbigniew Radzikowski |      |         |
| 8   | Józef Rozewicz       |      |         |
| 9   | Lech Stopa           |      |         |
| 10  | Stanisław Radtke     |      |         |
| J1  | Włodzimierz Niwiński |      |         |
| W1  | Klara Knapik         | 9    | 10      |

## AZS Warszawa
| Nr. | Name                  | Pkt. | Partien |
| --- | --------------------- | ---- | ------- |
| 1   | Kazimierz Plater      |      |         |
| 3   | Wojciech Święcicki    | 9    | 10      |
| 4   | Zbigniew Solecki      |      |         |
| 5   | Andrzej Sydor         |      |         |
| 6   | Franciszek Prochownik |      |         |
| 7   | Bogusław Kruczyński   |      |         |
| 8   | Wiesław Kosiński      |      |         |
| 9   | Bogdan Kusiński       | 8    | 10      |
| W1  | M.Jachołkowska        |      |         |

## ZS Start Stalinogród
| Nr. | Name                   | Pkt. | Partien |
| --- | ---------------------- | ---- | ------- |
| 1   | Wiktor Balcarek        | 7,5  | 10      |
| 2   | Emil Sojka             | 7,5  | 10      |
| 3   | Stefan Brzózka         |      |         |
| 4   | Emanuel Byrtek         | 7    | 10      |
| 5   | Zygmunt Kloza          |      |         |
| 7   | Edward Olej            | 7    | 10      |
| J1  | Stanisław Kornasiewicz |      |         |
| W1  | Barbara Wojciechowska  |      |         |

## AZS Wrocław
| Nr. | Name              | Pkt. | Partien |
| --- | ----------------- | ---- | ------- |
| 1   | Czesław Błaszczak | 8    | 10      |

## ZS Sparta Kraków
| Nr. | Name              | Pkt. | Partien |
| --- | ----------------- | ---- | ------- |
| 1   | Edward Arłamowski |      |         |

## ZS Włókniarz Łódź
| Nr. | Name           | Pkt. | Partien |
| --- | -------------- | ---- | ------- |
| 1   | Jan Gadaliński |      |         |
| J1  | Jan Łachut     | 7    | 10      |

## ZS Kolejarz Kraków
| Nr. | Name             | Pkt. | Partien |
| --- | ---------------- | ---- | ------- |
| 6   | Orest Słobodzian | 7    | 10      |

## ZS Stal Poznań
Aufstellungen und Ergebnisse konnten nicht ermittelt werden.

## ZS Start Szczecin
Aufstellungen und Ergebnisse konnten nicht ermittelt werden.

## AZS Kraków
| Nr. | Name         | Pkt. | Partien |
| --- | ------------ | ---- | ------- |
| J1  | Jerzy Kostro | 7    | 10      |

## ZS Sparta Skarżysko
Aufstellungen und Ergebnisse nicht bekannt

## ZS Sparta Sopot
Die Mannschaft trat zur Endrunde nicht an.